# Jeff Widener
Jeff Widener, né le 11 août 1956 à Long Beach en Californie, est un photojournaliste américain. Il est surtout connu pour son image désormais célèbre de l'Homme de Tian'anmen face à une colonne de chars sur la place Tian'anmen pendant les émeutes de Pékin 1989, qui a fait de lui un des finalistes pour un Pulitzer en 1990. L'image de la scène a été prise par deux reporters-cadreurs et cinq reporter-photographes perchés sur un balcon de l'hôtel Beijing. Le cliché iconique de Jeff Widener est celui qui a fait la une de nombreux journaux et magazines à l'époque, ce qui pose la question des paramètres sur lequel sont jugés l'iconicité des images, ces photographies ayant été toutes prises du même angle de vue.

## Biographie
Jeff Widener a grandi en Californie du Sud où il a étudié au Los Angeles Pierce College et a reçu un diplôme en photojournalisme du Collège Moorpark. À l'âge de 7 ans il devient fou des caméras et à l'âge de 15 ans cela devient même une obsession pour lui. Il a d'ailleurs travaillé dans un fast-food en Californie pour acheter sa première caméra.
En 1974, il a été sélectionné parmi 8 000 étudiants américains pour le Kodak Scholastic National Photography Scholarship. Le prix inclut une visite d'étude de l'Afrique orientale. 
En 1978, Jeff Widener a commencé comme photographe de presse en Californie et plus tard, dans le Nevada et l'Indiana. À l'âge de 25 ans, il accepta un poste à Bruxelles comme photographe à United Press International. Sa première mission étrangère fut les émeutes de la Solidarité en Pologne. 
Au fil des années, il a fait des reportages dans plus de 100 pays impliquant des troubles civils et des guerres aux questions sociales. Il a été le premier photojournaliste à envoyer des images numériques à partir du pôle Sud. En 1987, il a été embauché comme éditeur pour l'Associated Press pour l'Asie du Sud où il a couvert des sujets majeurs de la région de la guerre du Golfe, et des Jeux olympiques. Il a photographié des événements majeures dans les régions suivantes : le Timor oriental, l'Afghanistan, le Cambodge, la Birmanie, la Syrie, la Jordanie, l'Inde, le Laos, le Vietnam, le Pakistan et beaucoup d'autres. 
Avant de prendre sa photo iconique, le 5 juin 1989, Widener a été blessé par un pavé lors d'une manifestation sur le boulevard Chang Ahn. Son appareil photo, un Nikon F3 en titane, a amorti le coup dirigé vers sa tête et lui a sauvé la vie,.

La photo de « L'Homme de Tian'anmen » a été à plusieurs reprises distribuée partout dans le monde sauf en Chine, où elle est interdite, et cette photo est maintenant considérée comme l'une des photos les plus connues dans le monde. America On Line l'a choisi comme l'une des dix plus célèbres images de tous les temps.
Jeff Widener est depuis 2010 basé à Hambourg, en Allemagne, en tant que reporter-photographe indépendant.

## Carrière
- 1977-1979 : The Whittier Daily News - Staff photographer
- 1979-1980 : The Las Vegas Sun - Staff Photographer
- 1980-1981 : The Evansville Press - Staff photographer
- 1981-1984 : United Press International - Brussels, Belgium - Staff photographer
- 1984-1986 : The Miami News - Staff photographer
- 1987-1995 : Associated Press - Southeast Asia Picture Editor Bangkok, Thailand
- 1995-1997 : United Press International Miami - Staff Photographer
- 1997-2010 : The Honolulu Advertiser - Staff Photographer[5]
- 2010-Présent : Freelance à Hambourg, Allemagne

## Prix et récompenses
En plus d'être finaliste pour le Prix Pulitzer en 1990 dans la catégorie "Spot News Photography", Widener a reçu de nombreux prix et citations de l'Overseas Press Club, Prix DART de l'Université Columbia, Harry Chapin Media Award, Casey médaille méritoire en journalisme, le prix Scoop en France, Chia Sardina Prix en Italie, National Headliner Award, New York Press Club, Photos de l'Année internationale, Best of Photojournalism, Atlanta Photojournalism, photographes belges Association de la presse et la presse du monde en Hollande.

## Conférences et interviews
Au fil des ans, Jeff Widener a participé à des conférences à l'Université d'Ohio, dans l'Utah, l'Université d'Hawaii "Distinctive Lecture Series", Honolulu Academy of Arts. Il a été interviewé par la  BBC International, Columbia University, CBS Sunday Morning Show, The MSNBC Rachel Maddow Show ainsi que le New York Times, Wall Street Journal, NPR Radio, USA Today, Canadian Broadcasting Corporation, Irish News Radio, The London Daily Telegraph, Australian Broadcasting Corporation, EFE Spanish News Agency, The Los Angeles Times, About.Com, The Bangkok Post, Smithsonian Magazine, Fotoflock, The Huffington Post et le British Journal of Photography.